# Gyrator

Toepassing van een gyrator: met een condensator en een operationele versterker een inductiespoel simuleren

Een gyrator is een elektrische en/of elektronische vierpool-schakeling waarbij:
de uitgangsspanning een functie is van de ingangsstroom: Uuit = Iin · R.
de uitgangsstroom een functie is van de ingangsspanning: Iuit = Uin · g.
Deze vierpool wordt verwezenlijkt door één of meerdere operationele-versterkers of verschil-versterkers op-amp anti-parallel te plaatsen.
De gyrator-constante is g (in siemens) of R (in ohm).
Deze schakeling wordt gebruikt in spaarlampen om de zware/logge inductieve ballast/smoorspoel te vervangen door een kleine condensator met 180° fase-draaiing. De gyrator wordt ook gebruikt bij equalizers. De equivalente zelfinductie L volgt uit de capaciteit C en de weerstanden R en RL:
L = RL · R · C   (mits RL << R)
Voorbeeld: indien C = 100 nanofarad, RL = 100 ohm en R = 100 kilo-ohm dan L = 1 henry.
Toepassing: een test-spaarlamp 20 watt; C = 1 µF, RL ~ 200 Ω, R ~ 20 kΩ resulteert in een luchtspoel van 4 H.

## Trivia
- Een spaarlamp met gyrator heeft een inductieve cos φ van 0,5 à 0,6.
- Een serie-schakeling van een NIC en een NII gedraagt zich als een gyrator.
- Om een zwevende spoel te verkrijgen zijn er twee gyratoren nodig, in serie geplaatst, waarbij de totale schakeling zich gedraagt als een inductieve transformator/trafo.
- Met twee "zwevende spoelen" kan via een ferriet-koppeling een compacte vermogen-transformator gemaakt worden.
- In theorie werkt de schakeling ook als vervanging voor een condensator door een spoel.